# Yolanda Valladares Valle
Yolanda Guadalupe Valladares Valle (Campeche, 20 de febrero de 1959) es una política mexicana, miembro del Partido Acción Nacional. Ha sido gerente corporativo de Desarrollo Social en Petróleos Mexicanos y directora general del Fideicomiso para el Ahorro de Energía Eléctrica. En el Proceso Electoral Federal Ordinario 2017 - 2018 ha sido postulada como candidata al Senado de la República por el Estado de Campeche por la Coalición "Por México al Frente", formada por los Partidos Acción Nacional, de la Revolución Democrática y Movimiento Ciudadano

## Trayectoria Académica y docente
Originaria del Estado de Campeche, Licenciada en Ciencias Políticas y Administración Pública por la Universidad Nacional Autónoma de México, con Maestría en Administración Pública por la Universidad Nacional Autónoma de México y tiene estudios de Doctorado en Gobierno y Administración Pública cursados en el Instituto Universitario Ortega y Gasset, de Madrid, España.
Ha sido profesora investigadora y ha impartido diversas cátedras a nivel universitario. De 1995 a 1998 fue Directora de la Facultad de Ciencias Políticas de la Universidad Autónoma de Campeche.

## Trayectoria Política
Ingresó al Partido Acción Nacional en 1994, teniendo desde entonces una destacada participación en los ámbitos estatal y nacional. Fue Directora de la Facultad de Ciencias Políticas y Administración Pública de la Universidad Autónoma de Campeche, durante 1995-1998.
Ha sido diputada local en las legislaturas LVII y LXI, en las cuales ha presidido la Mesa Directiva, ha sido coordinadora del Grupo Parlamentario del Partido Acción Nacional y vicepresidente de la Gran Comisión en la LVII Legislatura del H. Congreso del Estado de Campeche. 
Valladares Valle, es electa diputada federal en la LIV Legislatura (2003 - 2006), donde integró las Comisiones Investigadora del Daño Ecológico y Social Generado por PEMEX; de Pesca; Radio, Televisión y Cinematografía; y de Gobernación. Así mismo, fue Secretaria de la Mesa Directiva de la Comisión Permanente en el primer período de receso de la Legislatura.
En 2007 fue nombrada Gerente Corporativo de Desarrollo Social en Petróleos Mexicanos (PEMEX), cargo en el que permanece hasta 2010. En ese año, el Comité Técnico del Fideicomiso para el Ahorro de Energía Eléctrica (FIDE) la elige como directora general.
En su gestión, el FIDE inició la operación del Programa de Sustitución de Equipos Electrodomésticos, un esfuerzo del Gobierno Federal mexicano para apoyar a las familias de escasos recursos económicos en la adquisición de equipos de refrigeración, para uso doméstico, que cumplieran las más estrictas normas de calidad y uso eficiente de la energía, contribuyendo con ello al ahorro de energía eléctrica y al mejoramiento del medio ambiente.
Fue elegida como presidenta del Comité Directivo Estatal del Partido Acción Nacional en Campeche, el día 4 de agosto de 2013, para el periodo 2013-2016.
El 14 de agosto de 2016, Yolanda Valladares Valle, gana la elección interna; como la primera presidenta Estatal electa por medio de la votación directa de los militantes del Partido Acción Nacional del Estado de Campeche.
Actualmente, Yolanda Valladares Valle es candidata al Senado de la República por la Coalición "Por México al Frente", formada por los Partidos Acción Nacional, de la Revolución Democrática y Movimiento Ciudadano.